# Pierre Grisvard
Pierre Grisvard (1940 – Paris, 22 de abril de 1994) foi um matemático francês.
Obteve um doutorado em 1966 na Faculté des sciences de Paris, orientado por Jacques-Louis Lions.
Foi palestrante convidado do Congresso Internacional de Matemáticos em Nice (1970).

## Obras
- Elliptic problems in nonsmooth domains[4]
- Singularities in Boundary Value Problems[5]